# Cierra Runge
Cierra Runge (West Fallowfield, 7 marzo 1996) è una nuotatrice statunitense, vincitrice di una medaglia d'oro ai Giochi olimpici di Rio de Janeiro 2016.

## Palmarès
- Giochi olimpici

Rio de Janeiro 2016: oro nella 4x200m sl.
- Mondiali

Kazan 2015: oro nella 4x200m sl.
Budapest 2017: oro nella 4x200m sl.
- Giochi PanPacifici

Gold Coast 2014: argento nei 400m sl.
- Mondiali giovanili

Dubai 2013: oro nella 4x200m sl, argento nella 4x100m sl mista, bronzo nella 4x100m sl e nella 4x100m misti.